# عثمانجیک
عثمانجیک (به ترکی استانبولی: Osmancık) شهری است در کشور ترکیه که در استان چوروم واقع شده‌است. جمعیت این شهر بر اساس سرشماری سال ۲۰۰۸ میلادی ۲۵٬۲۲۷ نفر و بر اساس برآوردهای سال ۲۰۰۹ میلادی ۲۵٬۲۴۸ نفر می‌باشد.